# 布盧默鎮區 (阿肯色州錫巴斯琴縣)
布盧默鎮區（英語：Bloomer Township）是位於美國阿肯色州錫巴斯琴縣的一個行政鎮區。

## 地方資料
布盧默鎮區的面積為26.37平方千米，當中陸地面積為26.11平方千米，而水域面積為0.26平方千米。根據2010年美國人口普查的數據，當地共有人口1022人，而人口密度為每平方千米38.76人。